# コーネルランサー
コーネルランサーは、日本の競走馬。1974年の東京優駿（日本ダービー）が主な勝ち鞍である。晩年は韓国に寄贈された。母の兄弟に快速馬ヘリオスがいる。コーネルランサーの外観はヘリオスによく似ており、金色に輝く四白流星の綺麗な馬だった。

## 概要

### デビュー前
馬主の久保谷唯三は太平洋戦争中に軍馬の世話をしていた人物であるが、その中の経験で「意地の悪い馬ほど勝負根性がある」ということに気付くようになった。
戦後、馬主の資格を取得した久保谷は、訪れた牧場である1頭の仔馬に噛み付かれる。その仔馬に自らの求める資質を感じ取った久保谷はその仔馬を自分の所有馬とすることを決めたという。久保谷はこの仔馬をコーネルランサーと名付けた。

### 競走馬時代

#### デビュー - 弥生賞
コーネルランサーは1973年7月、福島でデビューした。新馬戦は3着、折り返しの新馬戦でも3着と勝ち切れなかったが、3戦目の未勝利戦で初勝利を挙げた。
10月の東京で行われたりんどう賞（200万下）は3着。この時からラストランになる日本ダービーまで中島啓之が騎乗することになる。
その後、コーネルランサーは白菊賞（200万下）1着、府中3歳ステークス3着を経て、12月の中山で行われたひいらぎ賞（500万下）でレコード勝ちし、一躍クラシック候補に名乗りを挙げた。
明けて1974年、コーネルランサーは1月の京成杯で重賞初挑戦を果たした。この時は3番人気に推されたが2着だった。その後、3月の弥生賞に出走したが、カーネルシンボリとバンブトンオールに競り負けて3着に終わった。

#### 皐月賞
この年の皐月賞は当初、4月14日に中山競馬場で施行される予定だった。ところが厩務員ストライキが長引き、当初の予定日から約3週間後の5月3日にずれこみ、東京競馬場での開催になった。コーネルランサーは4番人気に支持され、優勝したキタノカチドキから1馬身半差の2着にはいった。

#### 日本ダービー
クラシック第2戦の日本ダービーは予定通り5月26日に行われた。コーネルランサーは2番人気に支持された。
道中は、コーネルランサーは終始5番手をキープ。直線で先頭に躍り出ると、内から迫ってきたキタノカチドキの追撃を抑え切り、外から追ってきたインターグッドに一度交わされながらも差し返して、ハナ差で優勝した。勝ちタイムの2分27秒4は、当時のダービーのレコードタイムだった。
なお、騎乗していた中島の父も日本ダービーを制しており、史上初めて父子で日本ダービージョッキーとなる快挙を成し遂げた。

#### ダービー後
秋になってコーネルランサーは、京都新聞杯から始動する予定だったが、出走するために西下した際に裏筋を負傷し、脚部不安を発症。この脚部不安が原因で、日本ダービー後1度も走ることなく、翌年の1975年に引退した。
結局、コーネルランサーは、重賞勝ちこそダービーのみだったが、それでも11戦全て3着以内という安定感のある競走成績を残した。

## 種牡馬時代
1976年に種牡馬となったコーネルランサーは、109頭の産駒からセブンランサーなどの重賞優勝馬を出した。1984年に当時の韓国大統領・全斗煥に寄贈されることとなった。
「大統領の馬」の肩書きを得た（この肩書きゆえに、担当になった厩務員は無免許運転で職務質問を受けたにもかかわらず無罪放免になったとされる）コーネルランサーは日本時代以上の厚遇を受け、1991年に当地で生涯を終えている。

## 競走成績
- 1973年（7戦3勝）
- 1974年（4戦1勝）
  - 東京優駿（日本ダービー）
  - 2着 - 皐月賞、京成杯、3着 - 弥生賞

## 主な産駒

### 重賞勝馬
- セブンランサー（1981年秋の鞍特別、1982年東海ゴールドカップ）
- アサヒマーチス（1986年クイーン特別）

### その他
- アサヒランサア（1981年チューリップステークス）
- ランサーギヤル（1986年荒尾ダービー2着）
- ヤマトアスカ（1988年・洛陽特別(900万下)）
- サクラヒーロー（1982年・御岳特別(800万下)）
- ヤマトストリーム（1983年・競馬法60周年記念(1300万下)）
- プリンスランサー（1989年・4歳以上400万下）
- シールドランサー（1982年・5歳以上400万下）

## 血統表
| コーネルランサーの血統プリンスローズ系 / Prince Rose 3×4=18.75% Indolence 4×5=9.38% Rose Prince 4×5=9.38% | コーネルランサーの血統プリンスローズ系 / Prince Rose 3×4=18.75% Indolence 4×5=9.38% Rose Prince 4×5=9.38% | コーネルランサーの血統プリンスローズ系 / Prince Rose 3×4=18.75% Indolence 4×5=9.38% Rose Prince 4×5=9.38% | （血統表の出典） | （血統表の出典） |
| 父 * Sedan 1955 鹿毛                                                                                      | 父の父Prince Bio 1941 鹿毛                                                                                | Prince Rose                                                                                               | Rose Prince      | Rose Prince      |
| 父 * Sedan 1955 鹿毛                                                                                      | 父の父Prince Bio 1941 鹿毛                                                                                | Prince Rose                                                                                               | Indolence        |                  |
| 父 * Sedan 1955 鹿毛                                                                                      | 父の父Prince Bio 1941 鹿毛                                                                                | Biologie                                                                                                  | Bacteriophage    | Bacteriophage    |
| 父 * Sedan 1955 鹿毛                                                                                      | 父の父Prince Bio 1941 鹿毛                                                                                | Biologie                                                                                                  | Eponge           |                  |
| 父 * Sedan 1955 鹿毛                                                                                      | 父の母Staffa 1948 鹿毛                                                                                    | Orsenigo                                                                                                  | Oleander         | Oleander         |
| 父 * Sedan 1955 鹿毛                                                                                      | 父の母Staffa 1948 鹿毛                                                                                    | Orsenigo                                                                                                  | Ostana           |                  |
| 父 * Sedan 1955 鹿毛                                                                                      | 父の母Staffa 1948 鹿毛                                                                                    | Signa | Ortello          | Ortello          |
| 父 * Sedan 1955 鹿毛                                                                                      | 父の母Staffa 1948 鹿毛                                                                                    | Signa | Superga          |                  |
| 母 エオス 1959 栗毛                                                                                       | 母の父* Bouffleur 1952 栗毛                                                                               | Prince Chevalier                                                                                          | Prince Rose      | Prince Rose      |
| 母 エオス 1959 栗毛                                                                                       | 母の父* Bouffleur 1952 栗毛                                                                               | Prince Chevalier                                                                                          | Chevalerie       |                  |
| 母 エオス 1959 栗毛                                                                                       | 母の父* Bouffleur 1952 栗毛                                                                               | Monsoon                                                                                                   | Umidwar          | Umidwar          |
| 母 エオス 1959 栗毛                                                                                       | 母の父* Bouffleur 1952 栗毛                                                                               | Monsoon                                                                                                   | Heavenly Wind    |                  |
| 母 エオス 1959 栗毛                                                                                       | 母の母* Miss Hyperion 1950 栗毛                                                                           | Khaled | Hyperion         | Hyperion         |
| 母 エオス 1959 栗毛                                                                                       | 母の母* Miss Hyperion 1950 栗毛                                                                           | Khaled | Eclair           |                  |
| 母 エオス 1959 栗毛                                                                                       | 母の母* Miss Hyperion 1950 栗毛                                                                           | Mad Joss                                                                                                  | Bunting          | Bunting          |
| 母 エオス 1959 栗毛                                                                                       | 母の母* Miss Hyperion 1950 栗毛                                                                           | Mad Joss                                                                                                  | Jostle F-No.2-n  |                  |